# Elapomorphus wuchereri
Elapomorphus wuchereri är en ormart som beskrevs av Günther 1861. Elapomorphus wuchereri ingår i släktet Elapomorphus och familjen snokar. Inga underarter finns listade i Catalogue of Life.
Arten förekommer i Brasilien i delstaterna Bahia, Espirito Santo och Minas Gerais. Honor lägger ägg.